# وره (رود)
وره (گرجی: ვერე) رودخانه‌ای در شرق گرجستان است که از دامنه‌های شرقی رشته کوه تریالتی، در نزدیکی کوه دیدگوری سرچشمه می‌گیرد و به عنوان شاخه سمت راست آن در تفلیس، پایتخت گرجستان، به رود کورا می‌ریزد.